# Gewöhnlicher Reiherschnabel

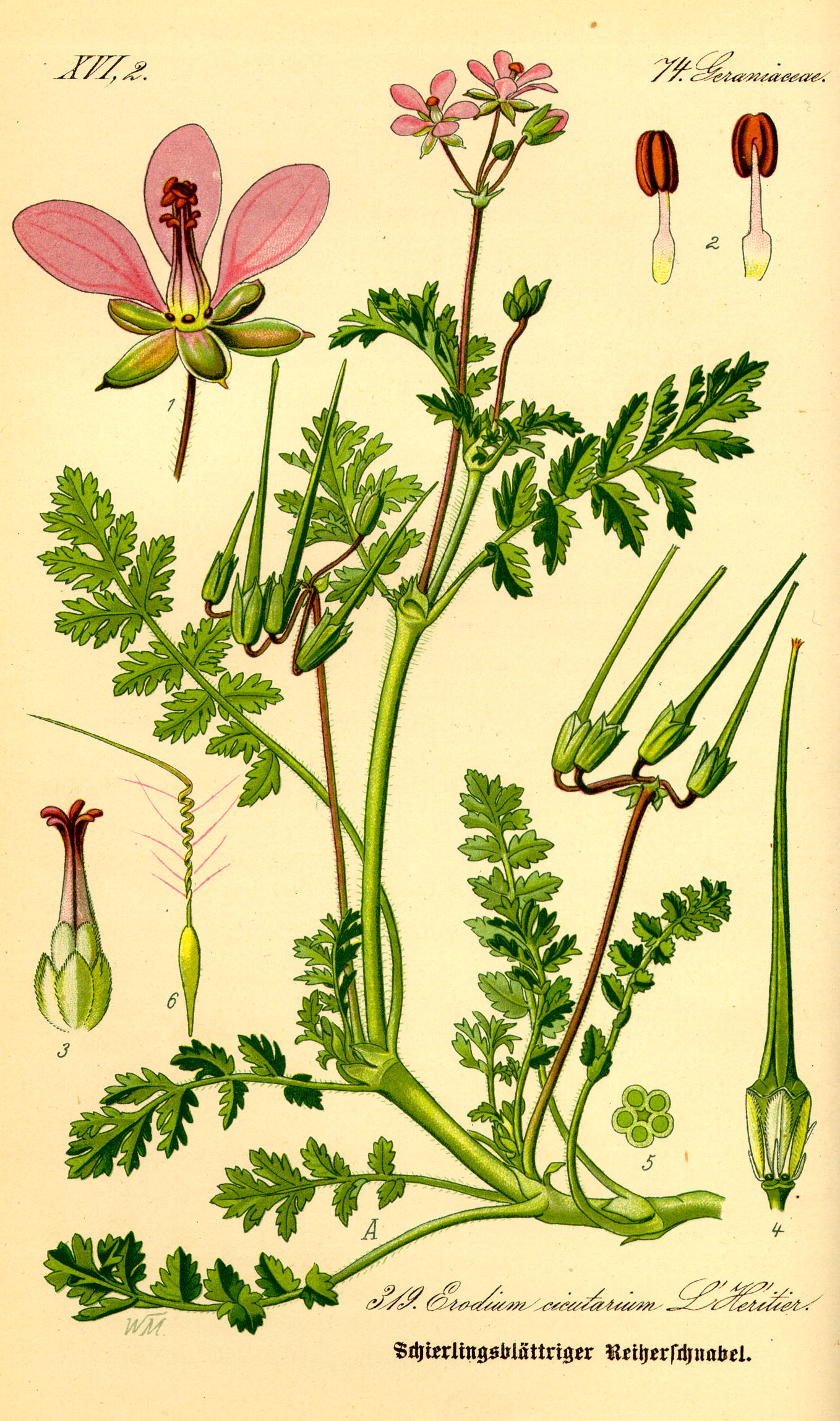
Illustration

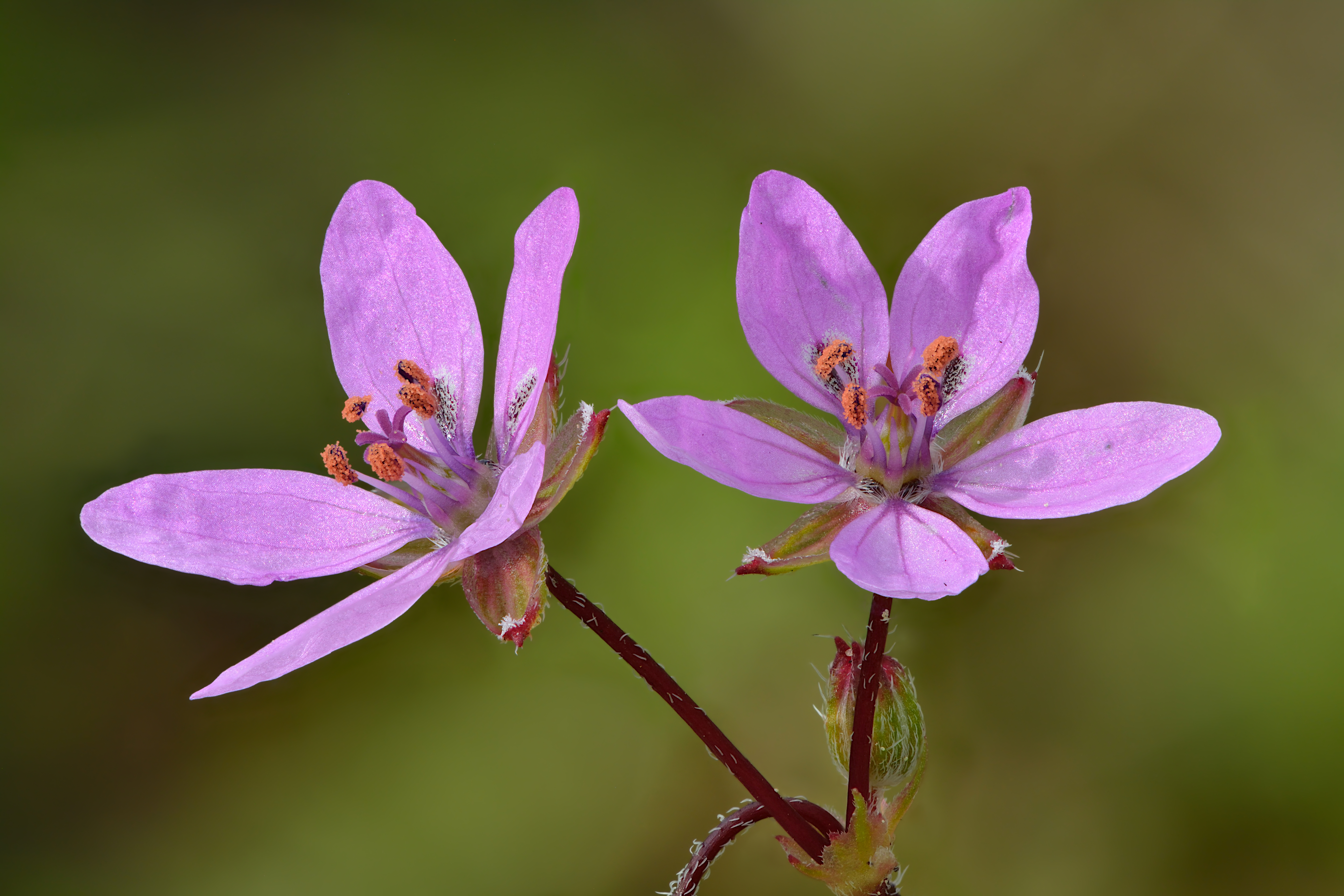
Blüten

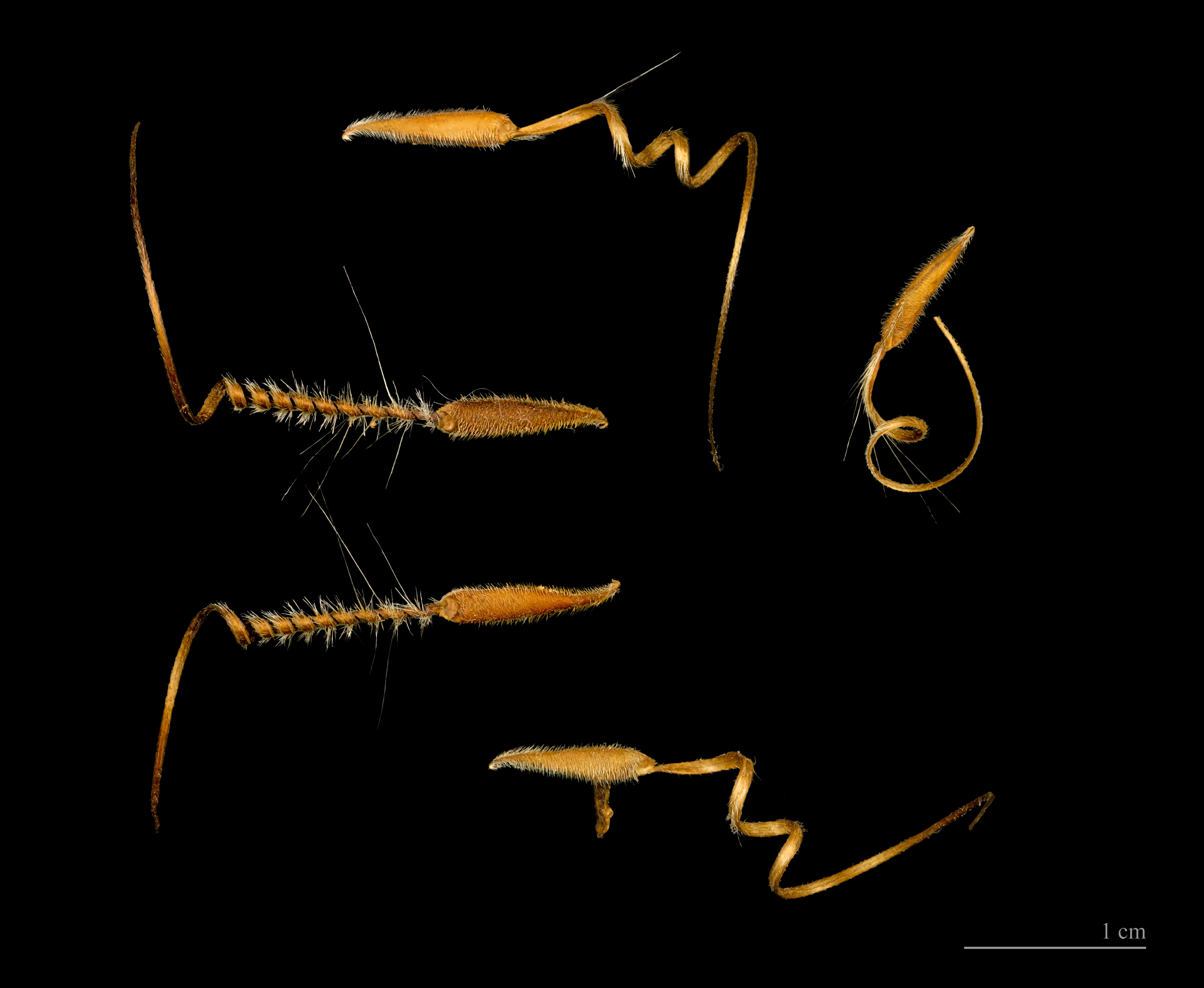
Achänen: Samen mit ihren geschraubelten Grannen

Der Gewöhnliche Reiherschnabel (Erodium cicutarium), häufig auch Schierlingsblättriger Reiherschnabel genannt, gehört zur Gattung Reiherschnäbel innerhalb der Familie der Storchschnabelgewächse (Geraniaceae). Oft werden die Sippen Dünen-Reiherschnabel (Erodium ballii Jord.) und Dänischer Reiherschnabel (Erodium danicum Lars.) abgetrennt, deren taxonomischer Rang ungewiss ist. Sie unterscheiden sich in der Zahl der Blüten pro Blütenstand sowie in der Länge der Fruchtschnäbel und der Teilfrüchte. 

## Merkmale
Der Gewöhnliche Reiherschnabel ist eine ein- bis zweijährige, selten mehrjährige krautige Pflanze. Die Pflanze wächst anfangs in einer flach ausgebreiteten Blattrosette, später niederliegend bis fast aufrecht und erreicht Wuchshöhen zwischen 10 und 40, zuweilen 60 Zentimetern. Die Stängel sind behaart und kaum drüsig. Die Blätter sind bis zum Mittelnerv fiederteilig. Die Fiedern selbst sind nochmals geteilt und tragen schmale, spitze Zipfel. 
Die Blüten stehen zu zweit bis zehnt in lang gestielten, doldigen Blütenständen. Die Blütenstiele und Kelchblätter sind drüsig und/oder drüsenlos behaart. Die Kronblätter werden zwischen 5 und 9 Millimeter lang. Sie sind rosa oder lila, selten weiß. Die beiden oberen sind oft kleiner und tragen zuweilen einen hellen oder dunklen Fleck. Die Blüten haben je fünf Staubblätter und eine sternförmige Narbe. Die 25 bis 40 mm langen Fruchtschnäbel sind in der Reifezeit reiherhalsartig zurückgebogen (daher der Name). 
Die Pflanze blüht zwischen April und September mit einer Hauptblütezeit im Mai.
Die Chromosomenzahl beträgt 2n = 40.

## Ökologie

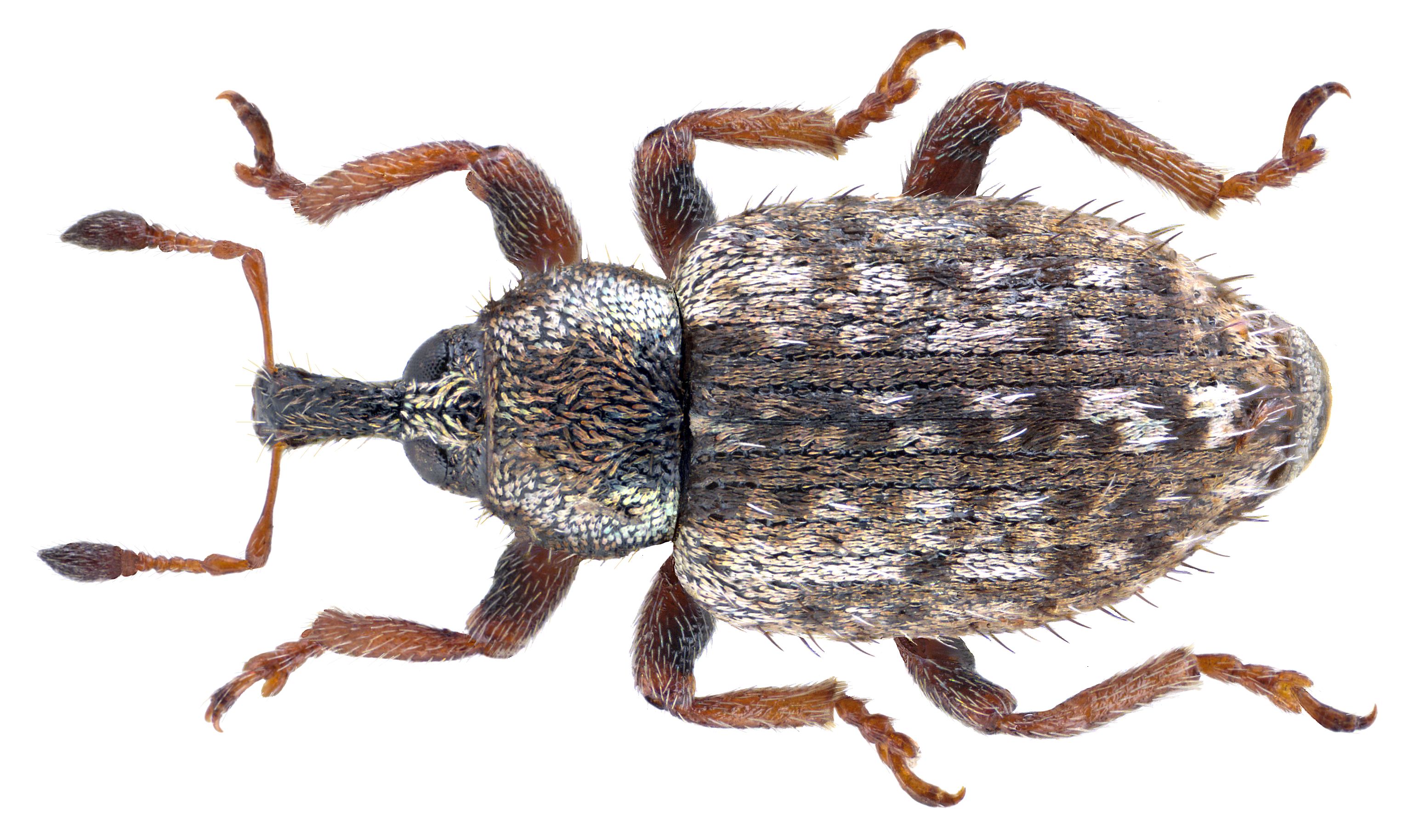
Der Nordische Kokonrüssler (Limobius borealis) ist ein Rüsselkäfer, dessen bevorzugte Wirtspflanze der Gewöhnliche Reiherschnabel ist.

Die Blüten sind homogame „Kleine Trichterblumen“; seltener sind sie auch etwas zweiseitig symmetrisch und vormännlich. Meist erfolgt Selbstbestäubung.
Die Früchte sind durch die stark verlängerten Griffel lang geschnäbelte Spaltfrüchte. Die fünf 5 bis 7 mm langen Teilfrüchte spalten sich bei Austrocknung mit dem Samen von der Fruchtmittelsäule ab. Der Wasserentzug aus dem Quellgewebe bewirkt eine schraubenartige Krümmung des unteren Abschnittes. Bei Wasserberührung dehnt sich das Quellgewebe aus und die Teilfrucht bohrt sich unter Entwindung in den Erdboden oder in ein Tierfell, oder sie bewegt sich als Bodenkriecher fort. Bei feuchter Witterung beschreibt die Granne nur 1 bis 3 Windungen, bei trockener Witterung beschreibt sie bis zu 10 Windungen.
Fruchtreife ist von August bis Oktober.

### Wirtspflanze
Mehrere Rüsselkäfer sind auf Reiherschnabel als Wirtspflanze spezialisiert. Am häufigsten ist Limobius borealis, der auch andere Storchschnabelgewächse nutzen kann, während Hypera dauci und Lixus vilis nur an Reiherschnabel zu finden sind.

## Verbreitung und Standort
Der Gewöhnliche Reiherschnabel kommt ursprünglich in Eurasien und Nordafrika vor. Er ist aber als Neophyt weltweit verbreitet. Er ist auch in ganz Deutschland verbreitet. Er wächst an Wegen, im Brachland, in Weinbergen und Binnendünen. In Österreich ist er sehr häufig bis häufig in allen Bundesländern verbreitet. Er wächst auf sommerwarmen, mäßig trockenen bis trockenen, mäßig nährstoff- und basenreichen, oft kalkarmen, wenig humosen, lockeren Lehm-, Stein- und Sandböden. Er ist ein Sandzeiger und eine Pionierpflanze. Er bevorzugt lückige Unkrautfluren sowie Trocken- und Halbtrockenrasen. Er ist in Mitteleuropa eine schwache Charakterart der Klasse Sedo-Scleranthetea, kommt aber auch in Gesellschaften der Klasse Secalietea oder der Ordnung Polygono-Chenopodietalia vor. Die Art steigt im Wallis am Grand Chavalard bis zu 2100 Meter Meereshöhe auf.
Die ökologischen Zeigerwerte nach Landolt et al. 2010 sind in der Schweiz: Feuchtezahl F = 2 (mäßig trocken), Lichtzahl L = 5 (sehr hell), Reaktionszahl R = 3 (schwach sauer bis neutral), Temperaturzahl T = 4+ (warm-kollin), Nährstoffzahl N = 3 (mäßig nährstoffarm bis mäßig nährstoffreich), Kontinentalitätszahl K = 4 (subkontinental), Salztoleranz 1 = tolerant.

## Taxonomie
Der Gewöhnliche Reiherschnabel wurde 1753 von Carl von Linné in Species Plantarum Band 2 Seite 580 als Geranium cicutarium erstbeschrieben. Die Art wurde 1789 von Charles Louis L’Héritier de Brutelle in Hortus Kewensis Band 2 Seite 414 als Erodium cicutarium (L.) L'Hér. in die Gattung Erodium gestellt. Das Epitheton "cicutarium" = "Wasserschierlingartig" erhielt die Art wegen der Ähnlichkeit der Blätter, des Blütenstands und des Geruchs mit Doldenblütlern.

## Trivialnamen
Für den Gewöhnlichen Reiherschnabel bestehen bzw. bestanden auch die weiteren deutschsprachigen Trivialnamen: Aadbarschnibb (Pommern), Ackerschnabel (Schlesien), Chranchesnabel (althochdeutsch), Chranichessnabel (althochdeutsch), Cranchesnabel, Cranchsnabel, Hirtennadel, Kaczsnabel (mittelhochdeutsch), Kranchsnabel, Krankensnawel (mittelniederdeutsch), Kranessnawel (mittelniederdeutsch), Krangeschnabl (mittelniederdeutsch), Kranichesnagel (mittelhochdeutsch), Kranichissnavel, Kranichnagel (mittelhochdeutsch), Kranichsnabil (althochdeutsch), Kransnabel (mittelhochdeutsch), Kranssesnabel (mittelhochdeutsch), Schirlingskraut, Snissblom (Altmark), Spinblaum (Wangerooge), Storchenschnabel (Bern) und Storkenschnabel.